# Josef von Škoda
Josef von Škoda (10. december 1805 i Pilsen i Böhmen - 13. juni 1881 i Wien) var en østerrigsk læge, farbror til Emil von Škoda.
Škoda blev student 1825, Dr. med. 1831, var derefter koleralæge i Böhmen og blev 1832 ulønnet reservelæge ved Allgemeine Krankenhaus i Wien og kom her under Rokitanskys påvirkning, der blev af den største betydning for ham. Han var i denne stilling til 1840, fik derefter sin egen afdeling for brystsygdomme, men fik dog først 1841 titlen overlæge. 1836 havde han udsendt sin første meddelelse: Über die Perkussion ("Medicinische Jahrbücher des österreichischen Staates", bind 20) om den undersøgelsesmetode, som Auenbrugger havde indført, men som i Škodas hænder skulde give rige kliniske resultater. Perkussionen var
kommet noget i forfald, idet Corvisart og Laënnec var døde, og det system, som Piorry havde opstillet over perkussionslydenes art, var ikke brugeligt, idet det angav klangen i forhold til det underliggende organ (levertone, lungetone et cetera), men intet hensyn tog til lydens kvalitet. Škoda indførte nu betegnelserne: klar, dæmpet, mat et cetera, således som de bruges den dag i dag, og han viste, at de forskellige klange kunde fysisk begrundes ved organernes tilstand.
Snart kom hans undersøgelser til at strække sig også over auskultationen, og i den berømte afhandling Über Pericarditis (1839) og i Untersuchungsmethode zur Bestimmung des Zustandes des Herzens (1839) viser han, hvorledes man ved undersøgelse kan bestemme hjertets beliggenhed og grænser, og beskriver hjertelydene og mislydene. Škoda blev derved grundlæggeren af den moderne brystundersøgelsesteknik, og han fik meget stor betydning for Wien-skolen, der, efter længere tid at have ligget i dvale, atter nåede international berømmelse. For Škoda blev erkendelsen af diagnosen alt, behandlingen intet. Ach, es ist ja alles eins, var hans stadige omkvæd. Ikke desto mindre var han en ivrig talsmand for punktur med udtømmelse ved lungehindebetændelse, den sygdom, ved hvilken hans perkutoriske system havde stået sin prøve. En fuldstændig liste over Škodas skrifter findes i Maximilian Sternberg, Josef von Škoda; Meister der Heilkunde, VI (1924). Škoda var den første universitetslærer i Østerrig, der underviste på tysk.